# Harlan Mathews

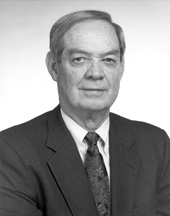
Harlan Mathews

Harlan Mathews (* 17. Januar 1927 in Sumiton, Walker County, Alabama; † 9. Mai 2014 in Nashville, Tennessee) war ein US-amerikanischer Politiker der Demokratischen Partei, der den Bundesstaat Tennessee im US-Senat vertrat.

## Öffentliche Ämter in Tennessee
Der aus Alabama stammende Mathews studierte in seinem Heimatstaat am Jacksonville State College, wo er 1949 seinen Bachelor-Abschluss machte; es schloss sich ein Studium der Verwaltungswissenschaft an der Vanderbilt University in Nashville an. Dieses beendete er mit dem Master-Abschluss. Er war verheiratet und hatte zwei Söhne.
Mathews blieb in Nashville und trat 1950 in die Dienste des Staates Tennessee. Zunächst in der staatlichen Verwaltung angestellt, gehörte er später zum Mitarbeiterstab der Gouverneure Gordon Browning, Frank G. Clement und Buford Ellington. 1961 wurde er als Commissioner of Finance and Administration in die Staatsregierung berufen. Dieses Amt hatte er bis 1971 inne; während dieser Zeit holte er an einer Abendschule in Nashville seinen Jura-Abschluss nach.
Nachdem der Republikaner Winfield Dunn im Januar 1971 das Amt des Gouverneurs übernommen hatte, verließ Mathews das Staatskabinett und ging in die Privatwirtschaft. Zwei Jahre lang war er Vizepräsident einer Baufirma in Memphis. 1973 kehrte er in die Staatsverwaltung zurück und wurde Stellvertreter des langjährigen Chefs der Finanzverwaltung (Comptroller) von Tennessee, Bill Snodgrass. Im folgenden Jahr wurde er durch die Tennessee General Assembly zum Finanzminister (State Treasurer) gewählt, nachdem sein Vorgänger Tom Wiseman zurückgetreten war, um für das Amt des Gouverneurs zu kandidieren. Er blieb bis 1987 im Amt.

## Senator in Washington
1993 schließlich wurde er von Gouverneur McWherter zum US-Senator berufen. Er übernahm in Washington, D.C. das Mandat des kurz zuvor an der Seite von Bill Clinton zum US-Vizepräsidenten gewählten Al Gore. Dabei war von Beginn an klar, dass Mathews nur die Rolle eines Platzhalters einnehmen und sich nicht um eine Wiederwahl bemühen würde. Die Berufung wurde einerseits als Auszeichnung eines langjährigen verdienten Politikers verstanden; zudem setzte sich der Gouverneur auf diese Weise nicht dem Verdacht aus, bei der langfristigen Nachfolge Gores eigene parteipolitische Ziele zu verfolgen.
So blieb Harlan Mathews während seiner Zeit auch größtenteils im Hintergrund; er stimmte überwiegend der Politik von Präsident Clinton und der damaligen demokratischen Mehrheit im Senat zu. Als es innerhalb seiner Partei um die Nachfolge ging, hielt sich die Zahl der Bewerber in Grenzen, weil mit Fred Thompson, der als Staatsanwalt und Schauspieler recht große Popularität genoss, auf republikanischer Seite ein offenbar nur schwer zu bezwingender Gegner antrat. Letztlich wurde der Kongressabgeordnete Jim Cooper nominiert, der Thompson deutlich unterlag.
Thompson wurde bereits im Dezember 1994 vereidigt, weil Harlan Mathews der Tradition folgte, seinen Sitz im Fall einer Nachwahl für eine nicht beendete Amtszeit früher zu räumen. Er verließ den Senat so still, wie er dort agiert hatte, und trat danach in eine Anwaltskanzlei in Nashville ein. Er starb am 9. Mai 2014 an einem Gehirntumor.